# Adriaen Frans Boudewyns
Pour les articles homonymes, voir Boudewyns.
Adriaen Frans Boudewyns, dit le Vieux, francisé en Adrien François Baudouin, est un peintre et graveur flamand, né à Bruxelles où il est baptisé le 3 octobre 1644, et mort dans la même ville le 3 décembre 1719. Il est principalement connu pour des paysages avec arbres, paysages à l’italienne avec architecture, vues de rivières et villages, paysages urbains et côtiers et scènes architecturales.

## Biographie

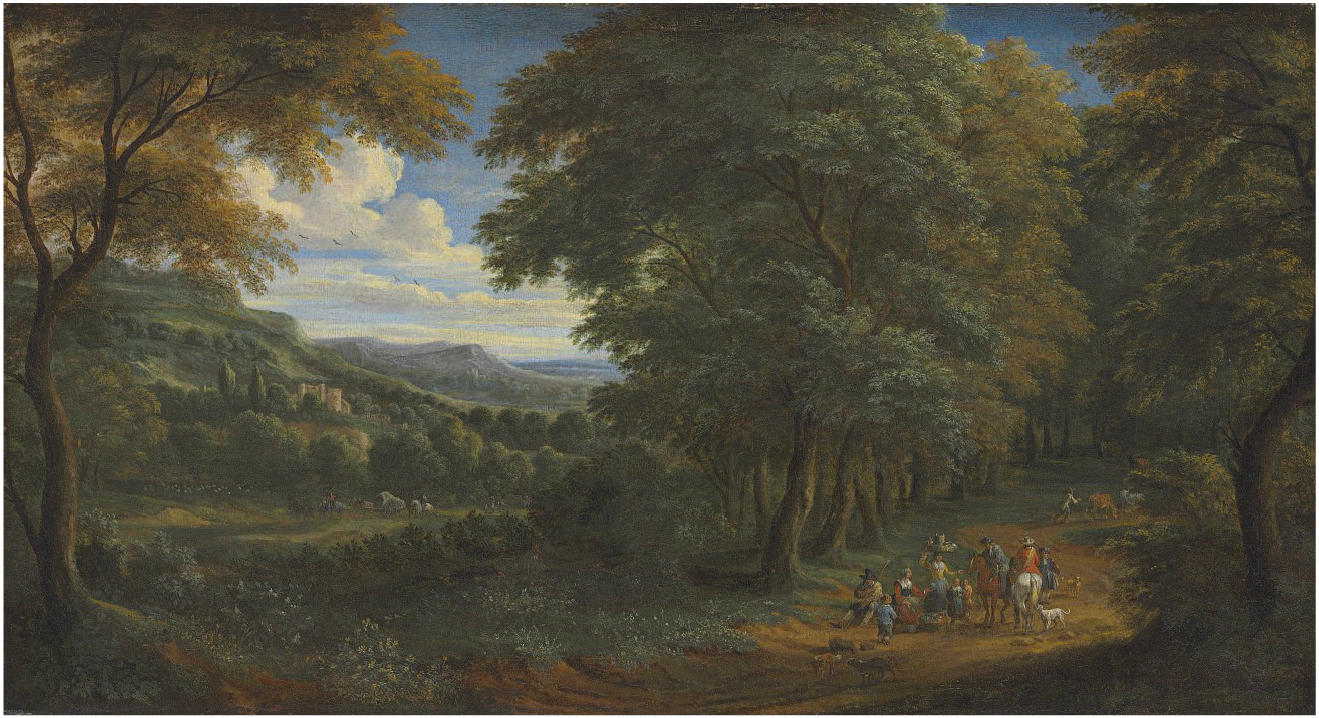
Paysage boisé avec des cavaliers saluant des voyageurs sur un chemin

Fils de Nicolas et Françoise Joncquin, Adriaen Frans Boudewyns, bourgeois de Bruxelles, est l'élève du peintre et graveur de paysages Ignatius van der Stock (en). Il épouse Louise de Ceul le 5 octobre 1664. Le couple reste probablement sans enfants. En 1665, il est reçu comme apprenti et franc-maître dans la corporation des peintres de Bruxelles.
Il est attiré à Paris par Adam François van der Meulen, qui le prend en apprentissage pour trois ans en 1666. Il est enregistré comme collaborant avec van der Meulen sur le dessin de 12 Gobelins représentant les mois, commandés par le roi français Louis XIV. Van der Meulen exécute les figures plus petites et une partie des paysages. Boudewijns et Abraham Genoels, un autre peintre flamand actif à Paris, complètent le reste des paysages. Boudewijns grave plusieurs tableaux de van der Meulen. Il fait également des gravures d'après des œuvres de Genoels, de l'artiste néerlandais Jan van Hughtenburgh et de ses propres créations.
Le 12 janvier 1670 à Saint-Hippolyte, paroisse des Gobelins à Paris, il épouse en secondes noces Barbara van der Meulen, la sœur d'Adam François van der Meulen, avec laquelle il aura deux enfants, François et Catherine.
Il rentre à Bruxelles en 1677 où il meurt en 1711.
Dans son atelier, à Bruxelles, il reçoit en 1682 Andreas Meulebeek et, l'année suivante, Mathys Schoevaerdts comme apprentis. Il a un neveu, Adriaen Frans II Boudewyns (né à Bruxelles en 1673), qui est son élève et également peintre paysagiste.

## Œuvre

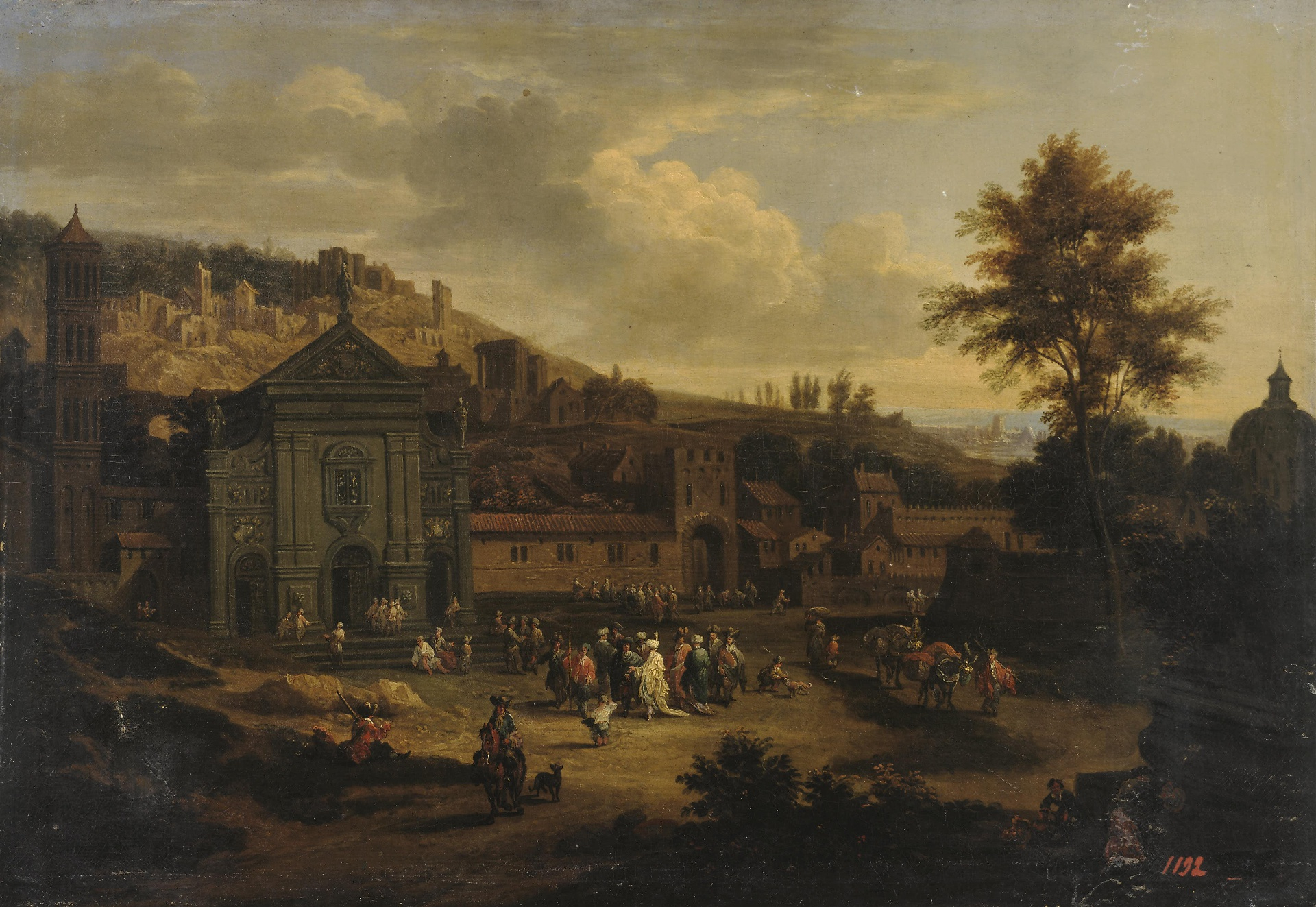
Place dans une ville balnéaire

Boudewijns était un paysagiste qui produisait des peintures, des dessins et des estampes. On estime que toutes les peintures survivantes ont été peintes après son retour de Paris à Bruxelles. De ses années parisiennes sont principalement connus ses dessins de tapisserie, dessins et gravures. Seules quelques-unes de ses peintures sont datées.
Il a souvent collaboré avec d'autres peintres spécialistes qui ont ajouté les figures à ses paysages. Des collaborations avec Charles Emmanuel Biset, Pointié Dupont, son élève Matthys Schoevaerdts et le plus fréquemment avec Pieter Bout sont connues.
Il est parfois prénommé Nicolas du fait d'une erreur d'interprétation, ou encore Antoine François,.

## Œuvres dans les collections publiques

### Aux États-Unis
- San Francisco, Fine Arts Museums of San Francisco : L'Oiseau De Bon Augure[11],

### En France
- Bordeaux, musée des beaux-arts :
  - Fête villageoise[3],

- - Le village attaqué[12] ;
  - Le village sauvé[13] ;
  - Port de mer[14].

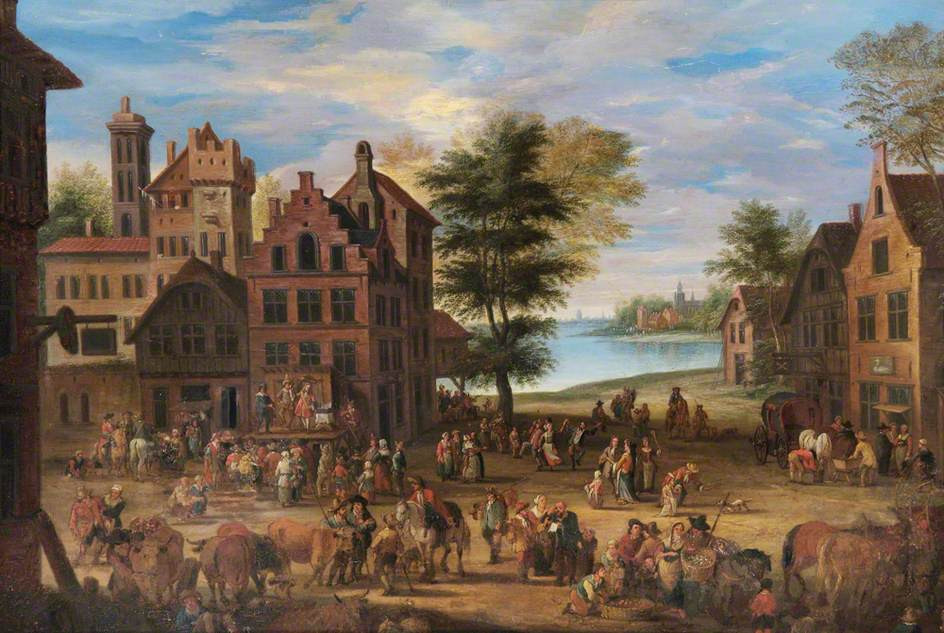
Une place de marché

- Nantes, musée des beaux-arts : Paysage avec moulin à eau (attribution)[15].
- Dole, musée des beaux-arts :
  - Vue de Saint Laurent de la Roche en Franche-Comté, d'après Adam François Van der Meulen[16] ;
  - Vue du château Sainte Anne en Franche-Comté, d'après Adam François Van der Meulen[17] ;
  - Vue du château de Joux sur la frontière de la Franche-Comté, d'après Adam François Van der Meulen[18].

### En Russie
- Saint-Pétersbourg, musée de l'Ermitage : Un Camp français sur le front de la forteresse de Douai, 1667, 1685, avec Robert Bonnart[19].

On trouve aussi des œuvres d'Adriaen Frans Boudewyns au Kunsthistorisches Museum Databank à Vienne, au Metropolitan Museum of Art à New York City, à la National Gallery of Art à Washington D.C., au Bowes Museum à Barnard Castle, County Durham, UK, à l'Institut Courtauld à Londres, au Harvard University Art Museums, Massachusetts, au Musée d'art d'Indianapolis dans l'Indiana, Musées royaux des beaux-arts de Belgique, Schleswig-Holstein Museums en Allemagne et au Statens Museum for Kunst à Copenhague.

## Œuvres de collaboration

### Avec Pieter Bout
- Paysage animé, musée des Beaux-Arts de Valenciennes[21].
- Paysage avec cavaliers précédés d'un fauconnier, musée de Grenoble[22].

### Avec Dupont dit Pointié, et François Baut
Avec Dupont dit Pointié, et François Baut
- Paysage enrichis de monuments, de fabriques et de figures d'animaux avec un cavalier à la porte d'une hôtellerie au bord d'une route où un rustre conduit des bœufs et des vaches
- des pâtres et des bergères gardent des moutons et des chèvres , un paysan fait abreuver une vache à la fontaine et un pauvre demande l'aumône à un voyageur